# Генов, Гаврил
Гаврил Димитров Генов (партийный псевдоним Цонев; 1 февраля 1892, село Живовци, Михайловградский округ, Монтанская область, Болгария — 20 января 1934, Москва, СССР) — болгарский коммунистический политик, деятель болгарского и международного рабочего и коммунистического движения.
Родился в селе Живовци Монтанской области в бедной крестьянской семье: он рано потерял отца и воспитывался в доме отчима, у которого было ещё двое своих и двое приёмных детей. Среднее образование получил во Врачанской гимназии, во время обучения в которой вступил в марксистский кружок, затем с 1911 года работал сельским учителем. В 1912 году вступил в ряды Видинской учительской организации Болгарской рабочей социал-демократической партии (т.с.).
Участвовал в обеих Балканских войнах. Окончил болгарскую Школу офицеров запаса. Во время Первой мировой войны в звании офицера командовал сначала взводом, затем ротой в 25-м пехотном драгоманском полку; в период службы занимался антивоенной социалистической пропагандой. В октябре 1918 года был арестован и приговорён к смертной казни, но из-за прорыва Союзниками болгарского фронта под Добро-Поле оказался в плену и уже в декабре 1918 года смог вернуться на родину; вскоре поступил на юридический факультет Софийского университета.
С 1920 по 1923 год занимал должность секретаря окружного райкома Коммунистической партии во Враце. Во время Сентябрьского восстания 1923 года участвовал в вооружённых столкновениях во Враце. Входил в состав Главного военно-революционного комитета. После подавления восстания эмигрировал в Югославию.
В 1925—1926 годах был членом Заграничного бюро ЦК Болгарской коммунистической партии. В 1927 году переехал в СССР, где работал в Крестьянском интернационале и болгарской секции Коммунистического Интернационала. В этот же период времени занимался редактированием переводов работ Ленина на болгарский язык и окончил международную Ленинскую школу; написал совместно с А. Владимировым воспоминания о Сентябрьском восстании.
Умер 20 января 1934 года в Москве.
Врачанский партизанский отряд движения Сопротивления во время Второй мировой войны был в его честь назван «Гаврил Генов». В его честь также названо село в северо-западной Болгарии — Гаврил-Геново.